# Stoŭbtsy rajon
Stoŭbtsy rajon (belarusiska: Стаўбцоўскі раён) är ett distrikt i Belarus. Det ligger i voblasten Minsks voblast, i den centrala delen av landet, 70 km sydväst om huvudstaden Minsk.